# Ftune/Ptune
FtuneあるいはPtuneとは、カシオ計算機から発売されている関数電卓をオーバークロックするソフトウェアである。

## 概要
電卓も広義にはコンピュータであるため、CPUやメモリが存在する。通常の電卓であれば十分な速度を持つためオーバークロックの必要性は薄い。
カシオの電卓は機能を追加すると同時にCPUやメモリも強化していったが、fx-9860Gシリーズ、fx-CG20/50など（以下、当該電卓）は省電力などの観点から性能をフルに出さず、制限をかけていた。そのためプログラムやグラフの描画などが遅く、ユーザーの不満となっていた。その制限を解除しクロック周波数を引き上げ、プログラムや演算の実行速度を向上させるのがFtune/Ptuneである。これは当該電卓のアドインアプリケーションという任意のソフトウェアを実行できる仕組みで実行される。このソフトウェアは有志により開発されたものであり、製品の本来の使用方法から外れるものであるため、使用が発覚すると保証対象外となる。

## 種類[1]
機種によって使用するソフトウェアが異なり、間違えるとオーバークロックできないばかりか故障の原因となることもある。
- Ftune: CPU に SH3 を搭載した fx-9860G シリーズ、fx-9860GII POWER USB GRAPHIC（末尾に 2 が付かない）が対象
- Ftune2: CPU に SH4A を搭載した fx-9860GII USB POWER GRAPHIC 2 が対象
- Ftune3: fx-9860GIII、fx-9750GIII、フランス専用機 Graph35+E II が対象
- Ptune2: fx-CG20 / fx-CG10 が対象
- Ptune3: fx-CG50 が対象

上記に記載のない機種はオーバークロックを行うことができない。

## 注意点
- オーバークロックはメーカーの想定外の行為であるため、行う場合は自己責任で行うこと。
- 無理にクロックを上げない。画面表示に異常（通常では見られない線が出る、SYSTEM ERRORなどの表示が出る）などあった場合は、それはROMやRAMのアクセスに異常が出ている証拠であり、それ以上オーバークロックするとシステム領域が上書きされ再起不能に陥るおそれがある。その場合は電卓を買い換えるしかない。
- オーバークロックする前に必ずメモリテストを行い、クロックの限界を調べておき、それを大きく超える（10Mhz程度以上）クロックに設定しない。
- CPUクロックばかり上げても性能の向上にはつながらない。バスクロックなども同時に上げなければ性能は上がらない。
- 電卓ごとに個体差があるため、必ずしもインターネットなどに書かれているクロックと同じになるとは限らない。

## 仕組み[2]
カシオの当該電卓のクロックの仕組みは簡単に言うと次のようになっている。
- FLL:すべてのクロックの基準となる。水晶発振子の32.768kHzを逓倍してクロックを生成する。ノーマルでは900倍される。最大で1000倍以上はオーバークロックできるようである。
- PLL:FLLのクロックを更に逓倍し各種クロックの元になるクロックを生成する。ノーマルでは16倍。fx-CG50では32倍、それ以外では40倍以上にできる。
- IFC:CPUのクロックを生成する。ノーマルのfx-CG50では1/2倍、ノーマルのCG10/20では1/4倍になっている。
- SFC:PLLのクロックを逓倍しSuperHywayバスに供給する。160Mhz以下が安全。
- BFC:メモリに供給するクロックを生成する。100Mhzを超えると高確率でエラーや画面崩壊に繋がる。
- PFC:I/Oに供給するクロックを生成する。デフォルトでは1/8に設定されている。fx-CG50では比較的クロックを高くしても動作するが、そこまで性能には影響しない。

各クロックはIFC >= SFC >= BFC >= PFCの関係を保たなければ危険である。そのためPtune/Ftuneでは正常に動作するよう自動調整される。

## 手順
基本的に以下のような手順でオーバークロックは行われる。
1. ソフトウェアをダウンロードし、電卓のメモリにUSBで転送する。
2. ソフトを起動し、まず最初にメモリチェックでどこまでクロックを上げても良いかテストする。
3. メモリチェックによるエラーを避けるため、電卓を再起動する。
4. 電卓が故障しない程度にクロックの上限設定をする。これはFtune/Ptuneに設けられた安全設計の一つであり、設定したクロックを超える場合は倍率が上がらないようになっている。
5. 上限設定を終えたら、IFC,SFC,BFC,PFCの倍率を設定する。順番に1/2 , 1/4 , 1/4 , 1/8 がバランスが取れており無難であるとされている。
6. PLLの倍率を徐々に上げていき、異常が出たら止める。
7. FLLの倍率をPLL同様に上げる。
8. メモリのレイテンシを調整し、メモリの読み書きを高速化する。
9. 設定をメモリに保存して完了。